# Niedermohr
Niedermohr è un comune di 1.504 abitanti della Renania-Palatinato, in Germania.
Appartiene al circondario (Landkreis) di Kaiserslautern (targa KL) ed è parte della comunità amministrativa (Verbandsgemeinde) di Ramstein-Miesenbach.